# Friedrich von Hügel
Friedrich Maria Aloys Franz Karl von Hügel (Firenze, 5 maggio 1852 – Londra, 27 gennaio 1925) è stato un teologo e scrittore austriaco naturalizzato inglese dal 1914.
Tra i principali pensatori cattolici europei tra la fine dell'Ottocento e l'inizio dell'Ottocento, la sua figura è spesso accostata per rilevanza a quella di John Henry Newman. Si interessò in particolare ai temi del modernismo e dell'apologetica cattolica.

## Biografia

### I primi anni
Friedrich von Hügel nacque a Firenze nel 1852, figlio del barone Carl Alexander von Hügel, che all'epoca della sua nascita era ambasciatore austriaco presso il Granducato di Toscana; la madre era la scozzese Elizabeth Farquharson, convertitasi al cattolicesimo. Il giovane Friedrich venne educato privatamente e nel 1867 si spostò con la sua famiglia in Inghilterra, rimanendovi per il resto della sua vita. Secondo le memorie del cancelliere austriaco Metternich, il conte Feliks Nikolaevič Sumarokov-Ėl'ston sarebbe stato suo fratellastro maggiore, ma ad oggi non vi sono prove concrete per sostenere tale tesi.
Nel 1873 sposò lady Mary Catherine Herbert (1849–1935), figlia dello statista Sidney Herbert, I barone Herbert of Lea, e di Elizabeth Ash à Court-Repington, ardente sostenitrice del cattolicesimo dopo la sua conversione e attiva filantropa. La coppia ebbe insieme tre figlie: Gertrude (1877–1915), Hildegarde (1879–1926) e Thekla (1886–1970); quest'ultima divenne monaca carmelitana. Hügel rimase cittadino austriaco sino all'agosto del 1914 quando si sentì un "ostile alieno" dopo che il Regno Unito ebbe dichiarato guerra all'Austria ed agli imperi centrali, propendendo così per la cittadinanza britannica che ricevette nel dicembre di quello stesso anno.
Hügel visitò frequentemente Roma. dove venne introdotto allo studio delle materie teologiche, oltre ad apprendere il francese e l'italiano, lingue che parlò sempre fluentemente, oltre all'inglese ed al tedesco che gli erano naturali. Pur non essendosi mai laureato, non avendo mai preso i voti e non avendo mai ricoperto alcun incarico accademico, è menzionato sovente accanto a John Henry Newman come uno dei più influenti pensatori cattolici della sua epoca. Ebbe un'attenta ed attiva corrispondenza coi principali rappresentanti e pensatori religiosi dell'Europa tra XIX e XX secolo come Louis Duchesne, Alfred Loisy, Germain Morin, Maurice Blondel, Henri Brémond, John Henry Newman, William George Ward, Wilfrid Philip Ward, Lord Halifax, Cuthbert Butler, Claude Montefiore, George Tyrrell, Maude Petre, Evelyn Underhill, Antonio Fogazzaro, Ernesto Buonaiuti, Rudolf Christoph Eucken, Hans Vaihinger, Franz Xaver Kraus ed Ernst Troeltsch. Al suo pensiero, il poeta irlandese William Butler Yeats, dedicherà la stanza Vacillation. In Italia, Hügel ebbe l'occasione di incontrare più volte due futuri papi, Achille Ratti ed Eugenio Pacelli, poi rispettivamente Pio XI e Pio XII. A Milano nel 1901 Ratti lo aiutò nelle sue ricerche nella Biblioteca Ambrosiana per la redazione del suo The Mystical Element of Religion. Hügel si prodigò anche per far conoscere l'opera dei filosofi Eucken e Troeltsch al pubblico inglese, malgrado l'ostilità che si sviluppò in Inghilterra per i germanofoni durante la prima guerra mondiale.

### Il modernismo e gli ultimi anni
Hügel venne profondamente toccato e coinvolto dalla discussione teologica sulle controversie del modernismo. "Egli condivise con altri modernisti l'idea secondo la quale la scienza aveva posto nuove questioni sulla religione e sulla fede che rischiavano di minare ciò che i credenti ritenevano vero per pura autorità dogmatica." Si interessò in questo senso all'ecumenismo, al misticismo, alla filosofia della religione e si propugnò per un rifiutp dell'immanentismo tipico della teologia novecentesca. Hügel supportò Alfred Loisy nelle sue lotte con le autorità ecclesiastiche per via del suo criticismo biblico, ritenendolo invece una valida apologetica storica per la chiesa cattolica. Fu amico fedele di George Tyrrell, col quale ebbe sempre una fitta corrispondenza. Sotto papa Pio X, su pressione del cardinale Rafael Merry del Val e di altri conservatori, la chiesa si schierò contro molti pensatori modernisti, e Hügel si offrì come mediatore pur rimanendo fedele alle proprie posizioni.
Quando l'Università di Oxford gli concesse la laurea honoris causa in teologia nel 1920, era la prima volta dai tempi della Riforma che un cattolico otteneva un tale onore da quella università. L'Università di St. Andrews, dove si trovano oggi gli archivi di Hügel, gli concesse la laurea honoris causa nel 1914.
Hügel morì nel 1925. Venne sepolto a fianco a sua madre e a sua sorella presso l'abbazia di Downside.

## The Mystical Element of Religion
L'opera principale di Friedrich von Hügel fu The Mystical Element of Religion as Studied in St. Catherine of Genoa and Her Friends (1908) ("Elementi mistici di religione secondo lo studio di Santa Caterina da Genova e suoi compagni"). Scriveva su The Guardian dopo la morte di Hügel il vescovo William Temple a proposito di quest'opera:
È facilmente comprensibile come questa sia l'opera teologica più importante scritta in lingua inglese negli ultimi cinquant'anni. La sua grandezza, come le altre di questo campo, consiste nella sua combinazione di qualità che spesso si trovano separate l'una dall'altra. È un capolavoro di studio critico dettagliato per la presentazione di un principio fondamentale. È un pezzo di penetrante analisi psicologica, nonché un saggio di filosofia costruttiva. La parte più impressionante di esso - che è l'introduzione - ha così profondamente permeato i nostri tempi che i suoi contenuti sono divenuti luogo comune anche presso chi non ha mai letto il libro o non ne ha mai sentito parlare. Essa riassume i tre elementi fondanti di qualsiasi religione vi sia nel mondo: quello mistico, quello intellettuale e quello istituzionale. Secondo l'autore, tutti e tre sono necessari e pertanto è necessario bilanciarli ed armonizzarli tra loro.
L'opera si presenta come un saggio critico di filosofia del misticismo, dal quale ad ogni modo è lo stesso autore a mettere in guardia il lettore circa i potenziali danni alla fede. L'impulso mistico è uno dei tre elementi che solo uniti insieme danno la completezza dell'esistenza. Secondo lo stesso Hügel: "...il misticismo non sarà mai da solo una religione; diverrebbe un errore pericoloso intenderlo come unico elemento; ma, nel contempo, è un elemento essenziale della religione di lungo corso [...]."

### I tre elementi
I "tre elementi della religione" di Hügel sono il contributo più importante dato dal teologo al pensiero di fine Ottocento e inizio Novecento. L'anima dell'uomo, i movimenti della civilizzazione occidentale e i fenomeni della religione stessa sono caratterizzati da questi tre elementi: l'elemento storico/istituzionale, l'elemento intellettuale/speculativo e l'elemento mistico/sperimentale. Quest'idea gli consente di comprendere la necessità di bilanciare le tensioni e le frizioni che esistono nel pensiero religioso e la complessità della realtà e dell'esistenza. Gli sforzi che si debbono compiere per mantenere insieme questi tre elementi talvolta in dimensioni completamente diverse è la struttura teologica dominante nei suoi scritti. Il suo amico George Tyrrell osservava a tal proposito: "Tutta la vita, secondo lui [Hügel] consiste in una paziente lotta con l'irriconciliabile, una progressiva unificazione di parti che non si adattano mai perfettamente."

## Opere
- The Mystical Element of Religion: as studied in Saint Catherine of Genoa and her friends, 2 volui, (1908, riv. 1923: Vol. I; Vol. II)
- Eternal Life (1912)
- The German Soul (1916)
- Essays and Addresses on the Philosophy of Religion (Vol. I 1921; Vol II 1926)
- Friedrich von Hügel, Letters from Baron Friedrich von Hügel to a Niece (TXT), J. M. Dent & Sons, 1928.
- The Reality of God and Religion and Agnosticism (1931).[21]